# Computer to plate
Il Computer to Plate (CTP) è un sistema tecnologico usato nelle tipolitografie per trasferire testi e immagini "direttamente" da un computer ad una speciale lastra che sarà poi adoperata su una macchina da stampa offset. Questa tecnologia, sviluppatasi solo negli ultimi decenni, innovando la precedente fotocomposizione e il più recente CTF (Computer to Film), permette di risparmiare tempi e costi, nella fase di prestampa di un qualsiasi progetto di stampa. Infatti alcuni passaggi legati in precedenza alla fotocomposizione, come lo sviluppo del film prodotto dalla fotocompositrice, il montaggio su un foglio trasparente (foglio di montaggio) e l'esposizione del "montato" su una lastra tradizionale agli UV di un bromografo, vengono saltati. A parte costi e tempi, la tecnologia CTP è qualitativamente da preferire perché, limitando i citati passaggi, l'impressione dell'impaginato sulla lastra nel guadagnare, risultando notevolmente più definita. La lastra direttamente così ottenuta sarà quindi sviluppata in una sviluppatrice, per essere poi usata su una qualsiasi macchina da stampa offset.
Tipi di CTP

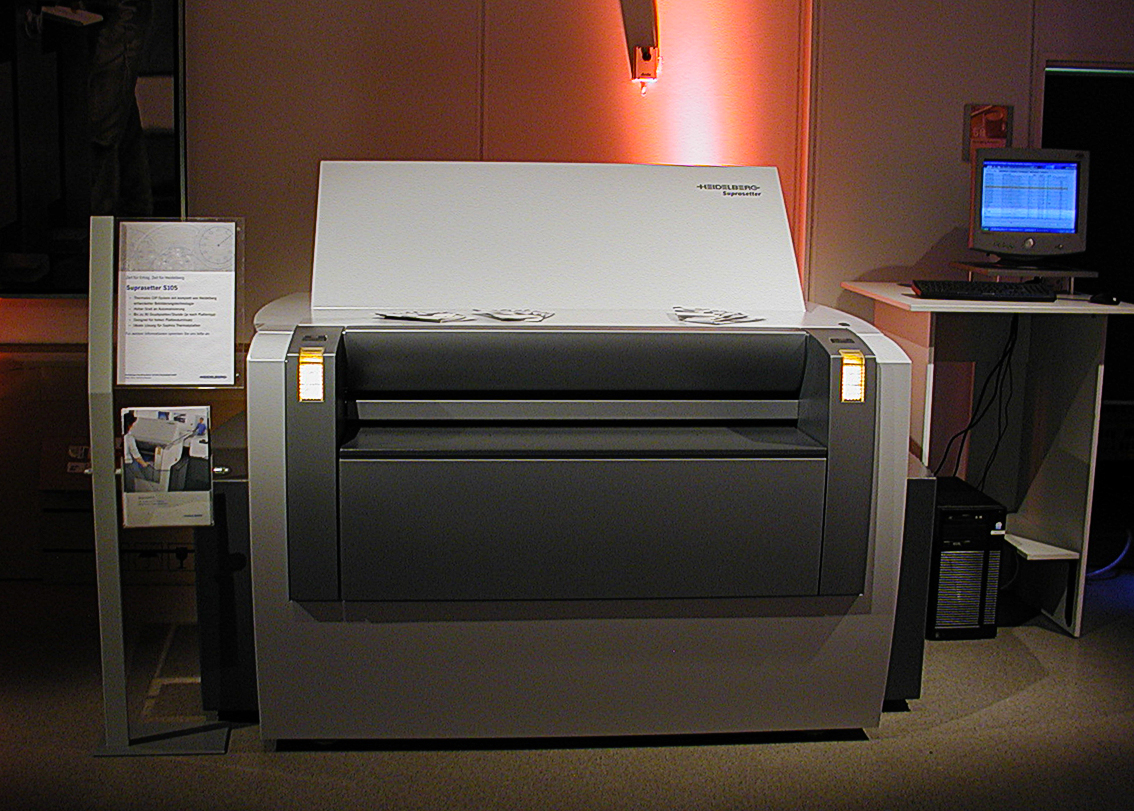
SUPRASETTER - Computer to plate per lastre offset della tedesca Heidelberg

1. a letto piano: la lastra viene prodotta in piano.
2. a tamburo esterno: la lastra viene prodotta all'esterno di un tamburo tramite una testina che invia laser sulla superficie della lastra.
3. a tamburo interno: la lastra viene prodotto all'interno di un tamburo tramite uno spinner[definizione 1] che riflette il laser su tutta la superficie della lastra

1. ↑  specchietto rotante utilizzato per riflettere il laser nel ctp a tamburo interno

## Hardware e workflow
L'hardware del CTP è composto dalla macchina fisica vera e propria, simile ad un'ingombrante stampante laser o ad un grosso plotter da incisione piano e da un computer che la controlla. Il vero cuore del sistema rimane però il suo workflow, complesso, sofistificato e modulare, un prodotto costoso.
Il workflow infatti deve contenere tutti i profili colore per la realizzazione delle quattro lastre di quadricromia e poter effettuare le operazioni di seguito specificate.
Queste macchine hanno tecnologie diverse per quanto riguarda la sorgente laser. I CTP infatti possono avere un laser termico, viola o UV con relative lastre dedicate. Nei modelli più evoluti la testa laser può essere interscambiabile permettendo di stampare qualsiasi tipo di lastra dopo una semplice e veloce calibrazione. La versione UV è ritenuta quella più pratica oltre che conveniente perché capace di incidere lastre convenzionali. L'automazione invece varia da manuale a completamente automatica (in quella automatica le lastre vengono alimentate da appositi cassetti) con punzonatura della lastra e sviluppatrice "in linea" per i modelli più sofisticati. Anche il gruppo tamburo in alcuni modelli di CTP è intercambiabile e realizza formati di lastre variabili (520x540 mm, 675x750mm, 850x1050mm o superiori) incise con una risoluzione di 2.540 dpi.
Il workflow è un potente flusso di lavoro in più dei casi modulare, aperto e flessibile, sviluppato per ogni tipo di azienda grafica. Alcune sue funzioni sono: il trapping (gestione delle sovrabbondanze), l'imposition, il colour management (gestione profili colore), per citarne solo alcune, oltre che controllo automatico del file e certificazione pdf, gestione dell'inchiostrazione, gestione delle retinature, fino ad arrivare alla gestione della commessa vera e propria seguendo l'intero processo di produzione con il monitoraggio delle diverse fasi di lavoro.

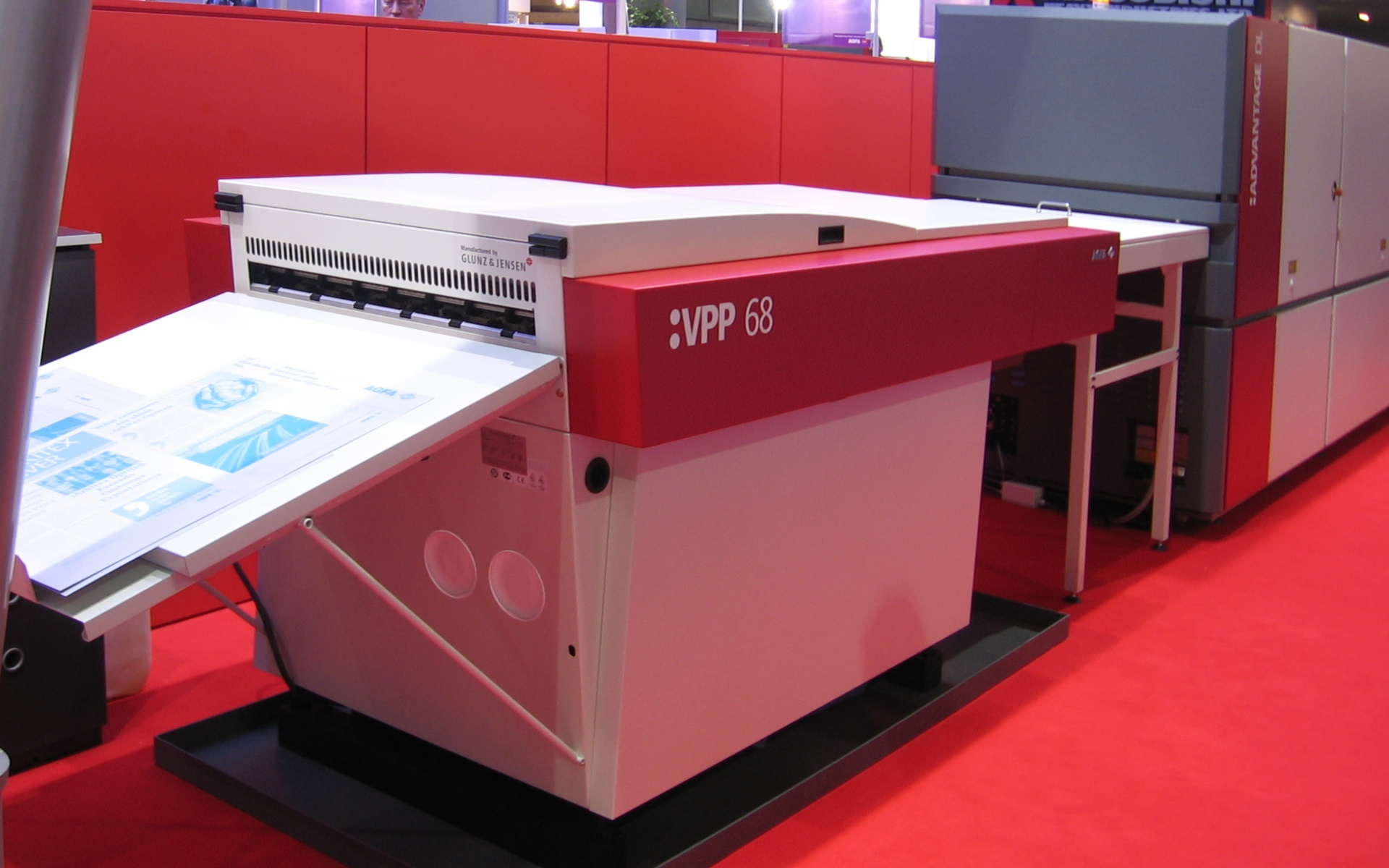
Computer to Plate AGFA ADVANTAGE DL FOTOSETTER con in linea la sviluppatrice lastre VPP68

## Le Componenti del sistema CTP nel dettaglio
Ogni sistema CTP tradizionale oltre all'unità centrale e alla lastra contiene: 1) Uno o più RIP e unità di immagazzinamento intermedie. 2) Una rete operativa per collegare le macchine. 3) Una fotounità di prova bianco e nero o a colori, e un ulteriore RIP. 4) Stazioni operative differenti per composizione di pagina e lastra con : 4.1) Software di impostazione (come Impostrip), 4.2) Software di sormonto (come Trapwise), 4.3) Software dell'elaborazione dell'immagine (come Photoshop), 4.4) Software di layout-composizione (come QuarkXPress), 4.5) Elaboratore di testi (come Word o RagTime), 4.6) Software di controllo (come Checklist), 4.7) Software di taratura con hardware di registro, 4.8) Famiglie di caratteri diversi e software ausiliario.

## CTP flessografico

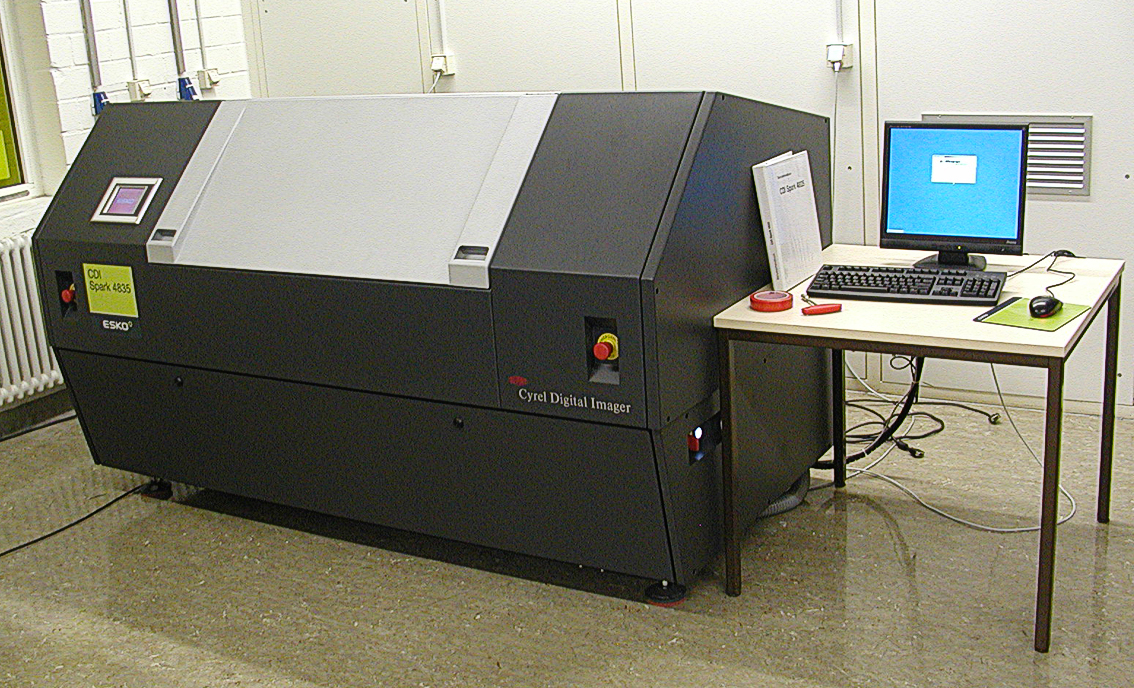
CDI SPARK - Computer to Plate per lastre flessografiche della belga ESKO-Graphics

Oltre che in tipolitografia, I CTP hanno anche la loro applicazione in flessografia. La stampa flessografica, anche se necessaria e indispensabile (basti pensare ai familiari sacchetti di plastica dei supermercati) è stata per molto tempo la Cenerentola della "stampa di qualità". A partire dal 2010 la produzione digitale di lastre flessografiche è in questi CTP non solo veloce ed ecologica, ma accurata nella definizione di piccoli particolari producendo un buon "registro" indispensabile per quelle lavorazioni a più colori e in quadricromia.
Molti tecnici in campo flessografico, affermano che la qualità di stampa derivante, può competere in molti lavori con la definizione e la brillantezza della stampa rotocalco I colori sgargianti di alcune confezioni alimentari, quelli di prodotti surgelati e non (come le confezioni di patatine), sacchetti in carta o in propilene con stampe brillanti e di buona qualità sono stampate sempre più spesso da macchine flessografiche su cui sono montate lastre digitali flexo prodotte dal relativo CTP flessografico.
Alcuni modelli di questi CTP sono poliedrici e più flessibili di quelli che realizzano lastre offset. Infatti, oltre alle lastre flexo rendono possibile la lavorazione di lastre digitali tipolito e pellicole termiche ad ablazione.

## L'evoluzione del CTP
Il CTP continua ad esistere fino ai nostri giorni con tecnologie sempre più sofisticate ed impianti più produttivi.
Il CTP tradizionale (non il flessografico) infatti, produce lastre per parchi macchine offset che oggi sono ancora consistenti in una qualsiasi tipografia o litografia. Una evoluzione del CTP che avanza e si è fatto strada in particolar modo nell'ultimo decennio è il Computer to Press, ovvero un impianto che produce direttamente il materiale stampato senza l'uso di lastre e delle conseguenti macchine offset tradizionali.
Il Computer to Press non rappresenta quindi solo una evoluzione del Computer to Plate ma della stessa stampa offset. Un tipo di tecnologia di stampa offset senza l'ausilio di nessuna lastra in cui viene utilizzato un laser e un nastro termico per creare immagini su cilindri rimovibili. Cilindri che stampano direttamente sul materiale da stampa con formati fino al 70 x 100 e anche più, con risoluzioni che superano i 3200 dpi. Per semplificare, si pensi ad una stampante di enormi dimensioni collegata, ad un computer con un software sofisticato, veloce e versatile capace di imprimere anche in bianca e volta migliaia di copie-ora.
In litografia, la stampa prodotta dal computer to press e lo stesso impianto per realizzarla viene semplicemente definita stampa digitale.